# شهرستان سیکتیودینسکی
شهرستان سیکتیودینسکی (به لاتین: Syktyvdinsky District) یک شهرستان در روسیه است که در جمهوری کومی واقع شده‌است.